# مسجد الشاذلي (المخا)
مسجد الشاذلي هو أحد المساجد التاريخية في اليمن ويعرف باسم الجامع الكبير في المخا بناه الشيخ المتصوف علي بن عمر الشاذلي في مدينة المخا في القرن التاسع هجري سنة 820 هجرية.

## ضريح الشاذلي
يحتوي المسجد على عدد من الأضرحة أهمها ضريح الشيخ علي بن عمر الشاذلي وابنه، وبنيت قبة الضريح وجدد القبر سنة 1000 هجرية في عهد الدولة العثمانية.

## تاريخ
- سنة 1000 هجرية بناء قبة الضريح.[1]
- سنة 1399 هجرية رمم ووسع المسجد ورفع سقف المسجد.[2]
- 2022 المجلس المحلي في مديرية المخا يناشد قيادة محافظة تعز إنقاذ مسجد الشاذلي من الانهيار.[3]
- 2022 بداء أعمال ترميم جزئية لسطح مسجد الشاذلي.[4]

## صور

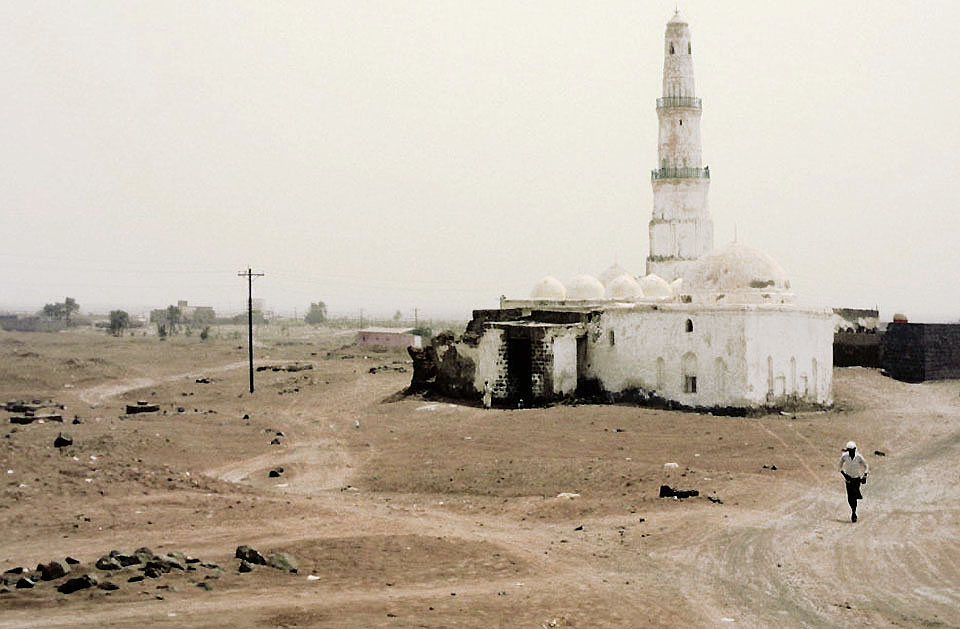
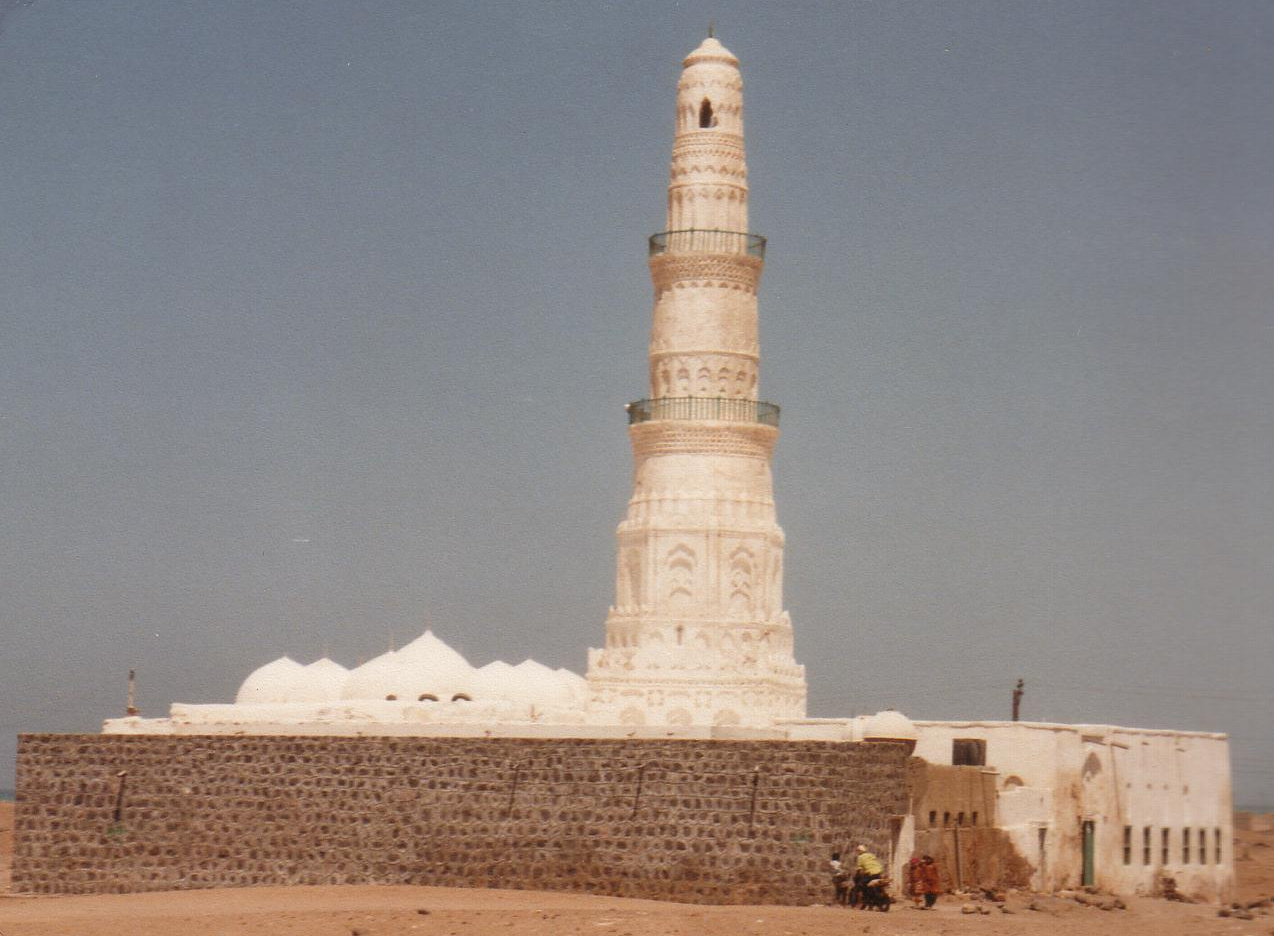
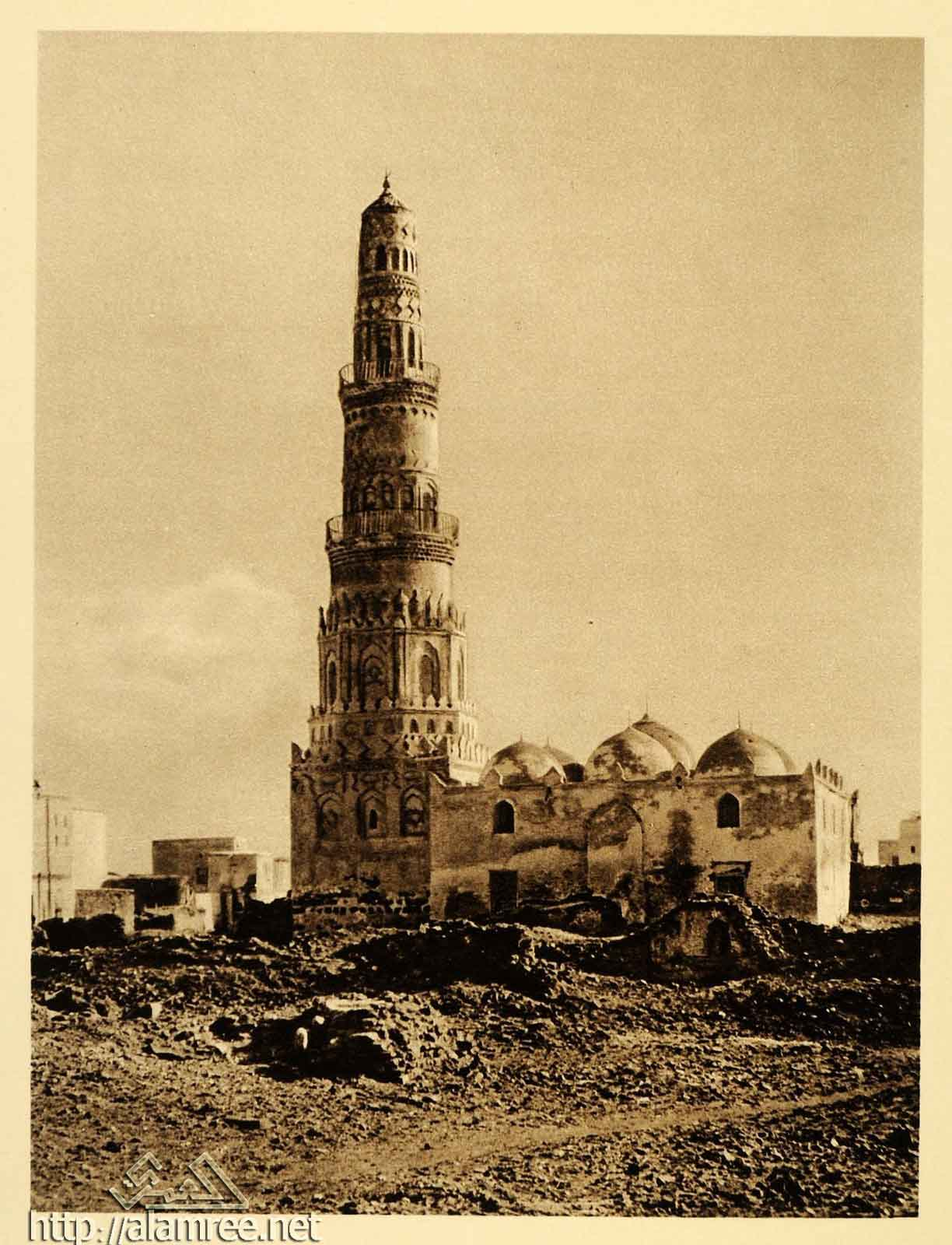
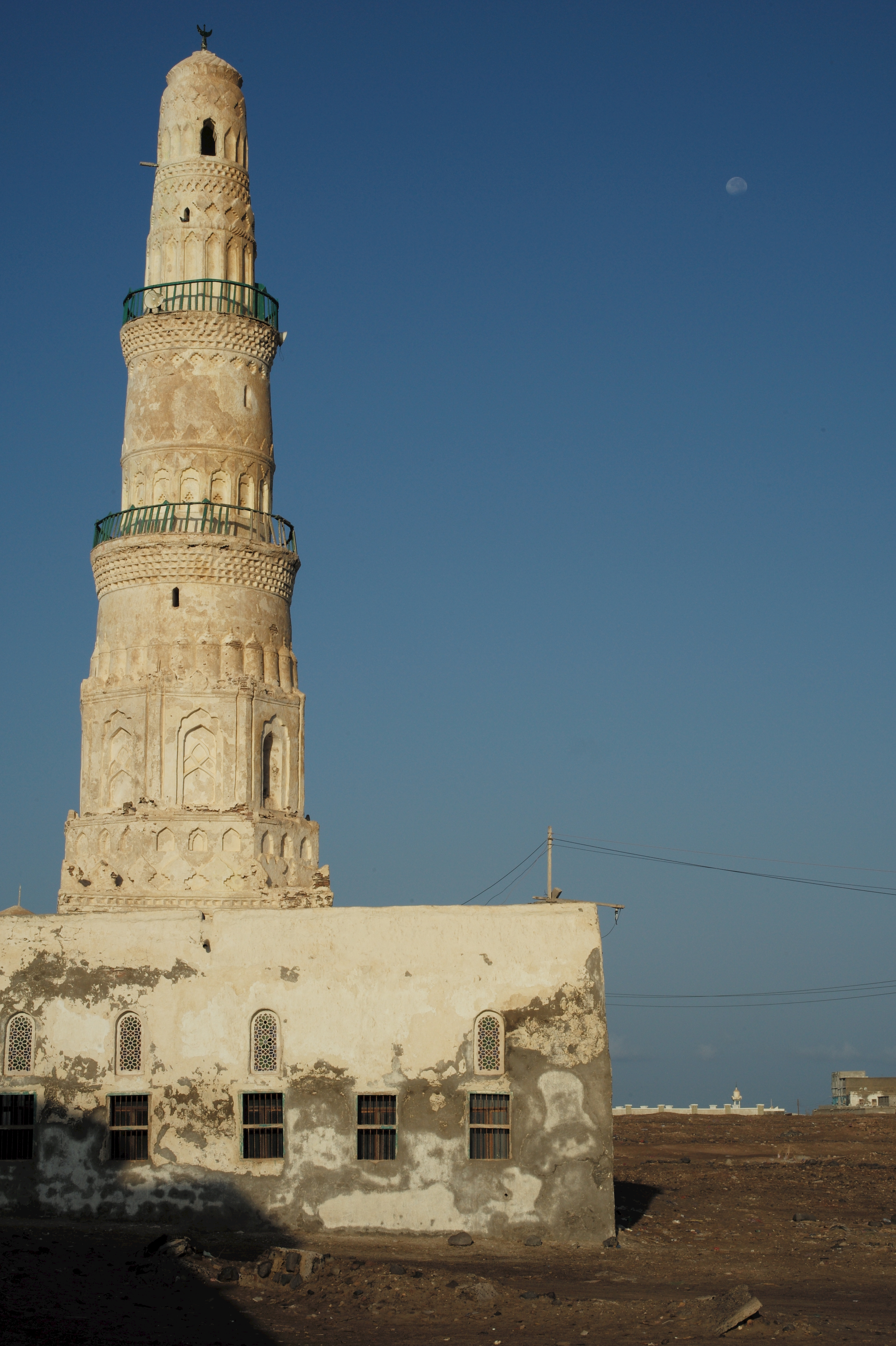